# Marcel Philippe
Marcel Philippe (né le 16 septembre 1951 à New York, aux États-Unis) est un athlète français, spécialiste du 800 mètres.

## Biographie
Il remporte deux titres de champion de France du 800 m, en 1973 à Colombes, puis en 1974 à Nice, en terminant deuxième de la course derrière l'athlète néo-zélandais invité, John Walker et devant Gérard de Daran
Il améliore à deux reprises le record de France du 800 m, le portant à 1 min 46 s 5 et à 1 min 45 s 8 en 1973.
Il est l'actuel codétenteur du Record de France du relais 4 × 1500 mètres avec Didier Bégouin, Denis Lequément et Philippe Dien avec le temps de 14 min 48 s 2 (1979).

### Palmarès
- Championnats de France d'athlétisme : vainqueur du 800 m en 1973 et 1974.

### Records
| Épreuve | Performance   | Lieu | Date |
| ------- | ------------- | ---- | ---- |
| 800 m   | 1 min 45 s 79 |      | 1973 |